# Me and Bobby McGee
Me and Bobby McGee è una canzone scritta da Kris Kristofferson e Fred Foster, interpretata fra gli altri da Roger Miller e, in seguito, da Janis Joplin, la cui versione postuma nel 1971 scalò le classifiche americane.
Janis Joplin incise la canzone per il suo ultimo album Pearl pochi giorni prima della morte, avvenuta il 4 ottobre 1970. La versione della Joplin fu al secondo posto nella classifica delle canzoni rock & roll e  nel 2004 occupò il 148º posto nella lista delle 500 canzoni più belle di tutti i tempi redatta da Rolling Stone.
Nella versione originale Bobby McGee è una donna; Janis Joplin, amica di Kris Kristofferson dall'inizio della carriera fino alla morte per overdose e per un certo periodo sua fidanzata.
Kris Kristofferson dichiarò di non aver scritto Me and Bobby McGee per Janis ma poi l'associò sempre a lei.

## Altre cover
- Gianna Nannini ne incise una versione italiana nell'album California, nel 1979.